# 中川映画製作所
中川映画製作所（なかがわえいがせいさくしょ、1925年 設立 - ）は、かつて奈良に存在した映画会社である。帝国キネマの大監督とされる中川紫郎が独立、同時期のインディペンデント系プロデューサーである牧野省三、直木三十五、松竹から独立した俳優の実川延松と協力し合い、3本を製作した。

## 略歴・概要
1920年（大正9年）の帝国キネマ（帝キネ）設立とともに入社し、4年間で200本近い作品を監督した中川紫郎は、同社小阪撮影所在籍中の最末期の1924年（大正13年）夏、『清姫の恋』と『人魚の精』の2本のプロデュースを手がけたのち、同年7月に突然退社した。渡米してハリウッドに滞在、映画監督・映画プロデューサーのセシル・B・デミルと会見したことが日本で報じられた。
帰国後の1925年（大正14年）、奈良市内に貸しスタジオを建設、設立したのがこの「中川映画製作所」である。当時の同市内では、同年3月、小説家の直木三十五（当時「直木三十三」）が、東亜キネマの京都・等持院と西宮・甲陽の両撮影所長だった牧野省三の協力を得て、根岸寛一とともに「連合映画芸術家協会」を発足、映画製作を開始しており、また牧野省三も、同年6月に東亜キネマを退社、京都に「マキノ・プロダクション」を発足、京都・御室に撮影所を建設、またそれに呼応した東京の高松豊次郎が「タカマツ・アズマプロダクション」を発足、吾嬬撮影所を稼動し始め、さらには阪東妻三郎も東亜キネマを退社、同年9月、立花良介とともに京都に「阪東妻三郎プロダクション」を設立、さかのぼるが同年3月には実川延松が松竹下加茂撮影所から独立して「延松映画社」を設立、といった「独立ラッシュ」の年であった。
かつて中川の助監督だった広瀬五郎を帝キネ小阪から引き抜いて監督に据え、おなじく帝キネ小阪のカメラマン河上勇喜を引っ張り、岡本綺堂の原作を「連合映画芸術家協会」の直木が脚色、「マキノ・プロダクション」のスターで牧野の娘マキノ輝子を主演、その付き人兼助監督としてマキノから派遣された牧野の長男・マキノ正唯（のちの正博）のサポートと、前述の実川延松とその一派である嵐橘太郎、尾上多見右衛門、玉木光子の共演でつくったのが、同社の設立第1作『室町御所』である。同作は、同年9月4日、自主配給を標榜する「連合映画芸術家協会」と「マキノ・プロダクション」が配給、マキノ御室撮影所の第3作、金森万象監督の『奇傑鬼鹿毛 第一篇』と二本立てで公開された。
同年中に『通り魔』と『生玉心中』の2本を製作、いずれもマキノ配給で公開されたが、合計3本で中川は自社製作をやめ、建設した撮影所はもっぱら「貸しスタジオ」として、阪東妻三郎プロダクションの第3作、志波西果オリジナル脚本による監督作『魔保露詩』の撮影などに使用された。1927年（昭和2年）には、志波西果が設立した「日本映画プロダクション」にも貸し出している。撮影所がいつまで存続したのかは不明である。

## フィルモグラフィ
1925年
- 室町御所　指揮中川紫郎、監督広瀬五郎、助監督マキノ正唯、原作岡本綺堂、脚色直木三十三、撮影河上勇喜、主演マキノ輝子、共演実川延松、嵐橘太郎、尾上多見右衛門、中村琴之助、中村常三郎、玉木光子、嵐松三郎

※配給連合映画芸術家協会、マキノ・プロダクション
※同時上映 - 
- 『奇傑鬼鹿毛 第一篇』（監督金森万象、マキノ・プロダクション御室撮影所）

- 通り魔　指揮中川紫郎、監督広瀬五郎、原作佐々木味津三、撮影河上勇喜、主演実川延松、共演嵐橘太郎、中村琴之助、尾上多見右衛門、嵐橘太郎、春日鹿の子

※連合映画芸術家協会提携製作、配給マキノ・プロダクション
※同時上映 - 
- 『中山安兵衛』（監督畑中蓼坡、マキノ・プロダクション御室撮影所）

- 生玉心中　監督中川紫郎・広瀬五郎、脚本直木三十三、撮影河上勇喜、主演実川延松、共演春日小夜子、嵐橘太郎、玉木光子、桂麗子、嵐橘右衛門

※配給マキノ・プロダクション
※同時上映 - 
- 『エキストラガール』（監督衣笠貞之助・山根幹人、マキノ・プロダクション御室撮影所）
- 『呑喰気抜之助』（監督橋本佐一郎、マキノ・プロダクション御室撮影所）
- 『復讐と兄弟』（監督勝見正義、マキノ・プロダクション御室撮影所）

## 関連事項
- 帝国キネマ
- 東亜キネマ - マキノ・プロダクション （牧野省三）
- 連合映画芸術家協会 （直木三十五）
- 延松映画社 （実川延松）
- タカマツ・アズマプロダクション （高松豊次郎）
- 阪東妻三郎プロダクション （阪東妻三郎）
- 日本映画プロダクション （志波西果）

## 註
1. 1 2 3  『日本映画監督全集』（キネマ旬報社、1976年）の「中川紫郎」の項（p.279-280）を参照。同項執筆は奥田久司。